# Orchesma incompta
Orchesma incompta är en insektsart som först beskrevs av Frederick Arthur Godfrey Muir 1926.  Orchesma incompta ingår i släktet Orchesma och familjen sporrstritar. Inga underarter finns listade i Catalogue of Life.